# Certonotus toolangi
Certonotus toolangi là một loài tò vò trong họ Ichneumonidae.